# Spiktjärnen (Edefors socken, Norrbotten, 734452-172127)
Spiktjärnen är en sjö i Bodens kommun i Norrbotten och ingår i Luleälvens huvudavrinningsområde. Sjön har en area på 0,0922 kvadratkilometer och ligger 216,1 meter över havet.

## Delavrinningsområde
Spiktjärnen ingår i det delavrinningsområde (734189-172051) som SMHI kallar för Ovan Smedmyrbäcken. Medelhöjden är 202 meter över havet och ytan är 32,96 kvadratkilometer. Räknas de 3 avrinningsområdena uppströms in blir den ackumulerade arean 87,6 kvadratkilometer. Spikselån (Alpasbäcken) som avvattnar avrinningsområdet har biflödesordning 3, vilket innebär att vattnet flödar genom totalt 3 vattendrag innan det når havet efter 98 kilometer. Avrinningsområdet består mestadels av skog (76 procent) och sankmarker (11 procent). Avrinningsområdet har 0,09 kvadratkilometer vattenytor vilket ger det en sjöprocent på 0,3 procent.